# Marjan Miro Dobovšek
Marjan Miro Dobovšek, slovenski fotograf in slikar * 18. september 1953, Ljubljana.
Dobovšek deluje kot fotoreporter pri slovenskih in tujih časopisih, revijah, publikacijah in knjigah. Imel je 25 samostojnih razstav v muzejih in galerijah doma in v tujini. Sodeloval je na preko 300 domačih in tujih razstavah fotografij in prejel preko 200 nagrad in priznanj. Med drugim tudi nagrado Zlata ptica in priznanje za širitev tehnične kulture. Na področju umetniškega ustvarjanja je bil član in predsednik Fotogrupe Šolt, sedaj pa je član Fotokluba Ljubljana. Ustvarja tudi kot slikar v olju, predvsem morske motive.